# Gino Colaussi
Luigi "Gino" Colaussi (4. marts 1914 - 27. juli 1991) var en italiensk fodboldspiller (angriber) og -træner.
Colaussi blev verdensmester med Italiens landshold ved EM 1938 i Frankrig, og spillede tre af italienernes fire kampe i turneringen, heriblandt finalen mod Ungarn, hvor han scorede to af italienernes mål i sejren på 4-2. Dermed blev han den første spiller nogensinde til at score mere end ét mål i en VM-finale. Han nåede i alt at spille 26 landskampe, hvori han scorede 15 mål.
På klubplan spillede Colaussi hele sin karriere i hjemlandet, hvor han blandt andet repræsenterede Triestina og Juventus. Han vandt både det italienske mesterskab og pokalturneringen Coppa Italia med Juventus.